# Clypastrea maderae
Clypastrea maderae é uma espécie de insetos coleópteros polífagos pertencente à família Corylophidae.
A autoridade científica da espécie é Kraatz, tendo sido descrita no ano de 1869.
Trata-se de uma espécie presente no território português.